# شهرستان آنادیرسکی
شهرستان آنادیرسکی یکی از شش شهرستان در ناحیه خودگردان چوکوتکا در روسیه است.